# سویسوال (نیوهمپشایر)
سویسوال (به انگلیسی: Suissevale) شهری در ایالت نیوهمپشایر کشور ایالات متحده آمریکا است که جمعیت آن در سرشماری سال ۲۰۱۰ میلادی، ۲۴۹ نفر بوده‌است.